# Менсон (Вашингтон)
Менсон (англ. Manson) — переписна місцевість (CDP) в США, в окрузі Шелан штату Вашингтон. Населення — 1523 особи (2020).

## Географія
Менсон розташований за координатами 47°53′9″ пн. ш. 120°9′23″ зх. д. / 47.88583° пн. ш. 120.15639° зх. д. (47.885837, -120.156267).  За даними Бюро перепису населення США в 2010 році переписна місцевість мала площу 3,25 км², уся площа — суходіл.

## Демографія
Згідно з переписом 2010 року, у переписній місцевості мешкало 1468 осіб у 568 домогосподарствах у складі 385 родин. Густота населення становила 452 особи/км².  Було 938 помешкань (289/км²).
Расовий склад населення:
| - 76,3 % — білих - 0,9 % — корінних американців - 0,8 % — азіатів - 0,1 % — чорних або афроамериканців - 18,7 % — осіб інших рас |

До двох чи більше рас належало 3,1 %. Частка іспаномовних становила 35,0 % від усіх жителів.
За віковим діапазоном населення розподілялося таким чином: 25,1 % — особи молодші 18 років, 56,9 % — особи у віці 18—64 років, 18,0 % — особи у віці 65 років та старші. Медіана віку мешканця становила 42,3 року. На 100 осіб жіночої статі у переписній місцевості припадало 94,7 чоловіків;  на 100 жінок у віці від 18 років та старших — 97,8 чоловіків також старших 18 років.
Середній дохід на одне домашнє господарство  становив 47 131 долар США (медіана — 38 833), а середній дохід на одну сім'ю — 53 945 доларів (медіана — 44 447). За межею бідності перебувало 22,7 % осіб, у тому числі 30,6 % дітей у віці до 18 років та 29,6 % осіб у віці 65 років та старших.
Цивільне працевлаштоване населення становило 487 осіб. Основні галузі зайнятості: мистецтво, розваги та відпочинок — 25,1 %, сільське господарство, лісництво, риболовля — 15,2 %, роздрібна торгівля — 12,3 %, освіта, охорона здоров'я та соціальна допомога — 12,3 %.